# 大天后宮

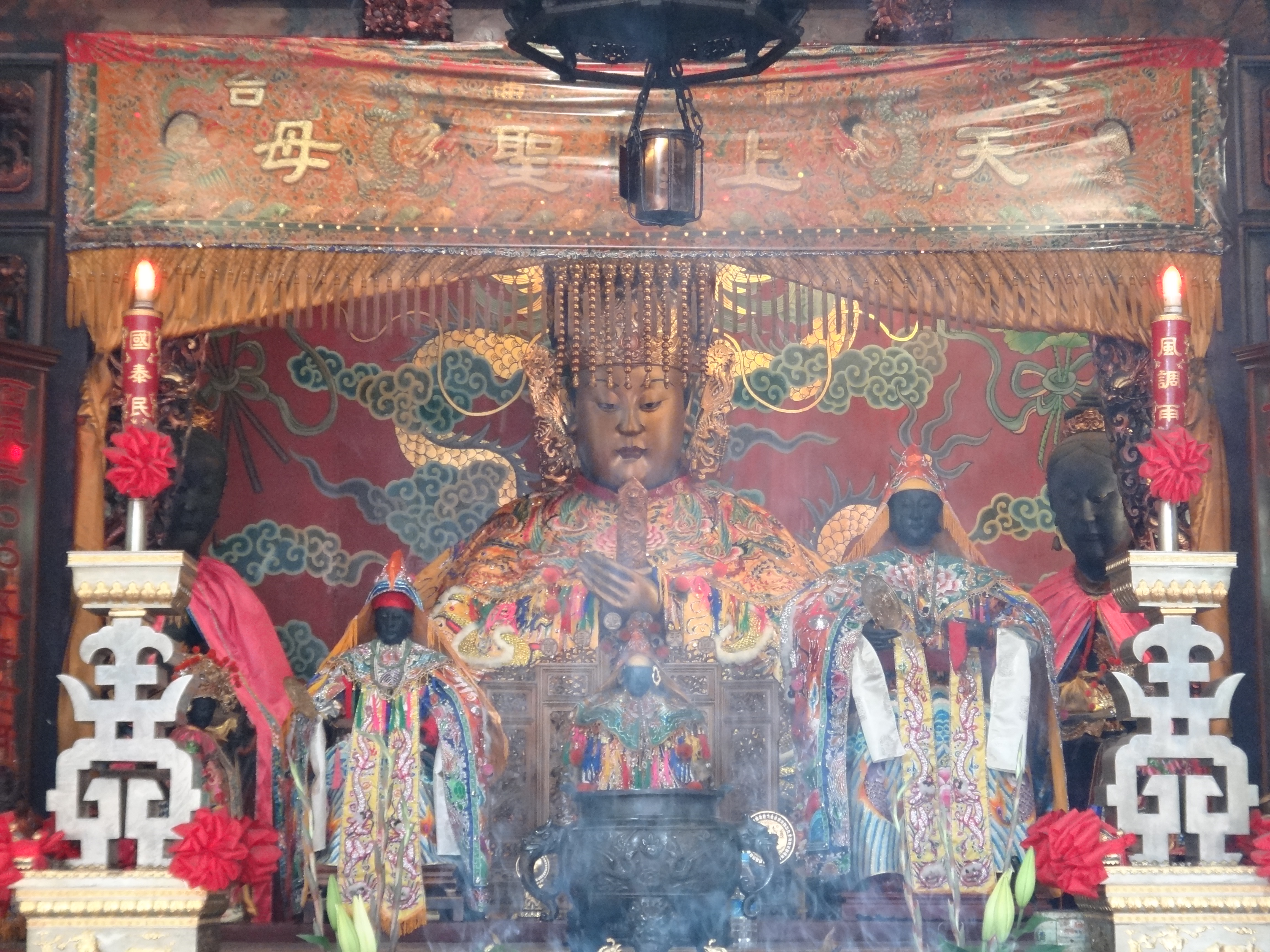
正殿

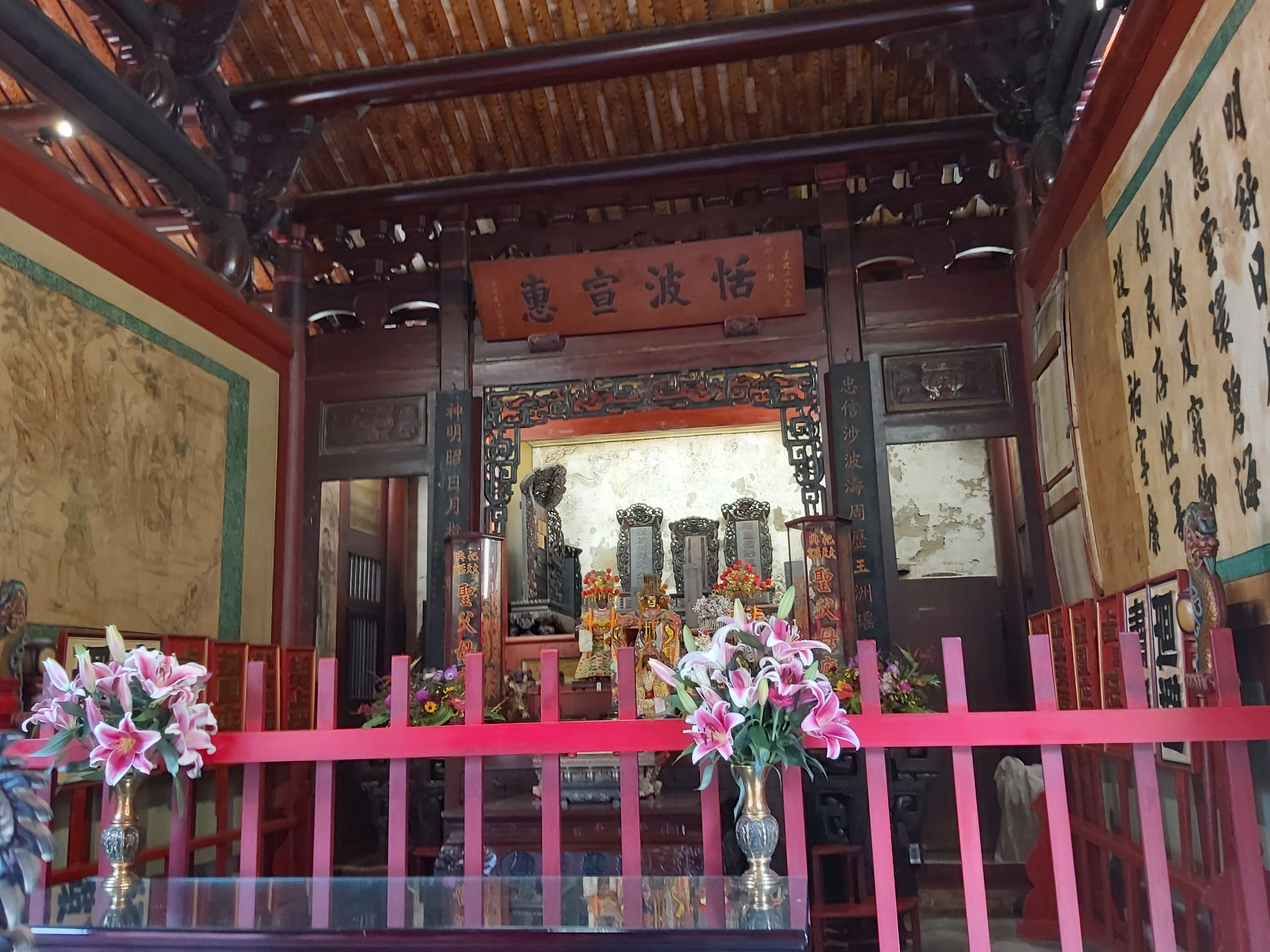
聖父母廳

祀典大天后宮，舊稱東寧天妃宮，位於臺灣臺南市中西區，為主祀媽祖的廟宇，此外也是中華民國國定古蹟。該廟宇原址本為南明寧靖王朱術桂所居住的寧靖王府邸，後來在寧靖王捨宅之後轉變成媽祖廟:65。舊有方志多記載是1684年由施琅入臺後改為媽祖廟:64，但近來學者指出明鄭時期東寧一地已有天妃宮，寧靖王捨宅的對象即是當時的住持僧聖知:67。
大天后宮是台灣最早官建媽祖廟，更是首座「天后宮」為名的媽祖廟。西元1720年列入官方祀典的媽祖廟:208，奠定其重要地位。大天后宮為府城公廟，是以大天后宮舉辦迎媽祖活動時，可以跨越府城內各個廟境募集經費，有「通城虎」之稱:212。此外府城各廟舉辦慶典時，都會將第一號轎番簽保留給大天后宮媽祖:212。此外由於大天后宮原為寧靖王府邸而在政治上亦有重要象徵地位，故施琅當時在此接受鄭克塽的投降並立「平臺紀略碑」，臺灣民主國第二任總統劉永福將此作為「總統府」:69、73:66。

## 沿革

### 寧靖王府邸與東寧天妃宮
明末清初，1646年明朝桂王朱由榔於肇慶稱帝，是為南明永曆帝。永曆二年（1648年），寧靖王朱術桂被指派為鄭成功的「監軍」，其功用實為鄭成功用來凝聚「抗清力量」的明朝王室代表:67。而在鄭成功逝世（1662年）後，在臺灣發生鄭襲與鄭經的嗣位之爭，鄭經取得勝利後為延續明鄭的號召力，遂欲迎奉寧靖王來臺，並在返回金廈前要部屬黃安監造王府:65、66。永曆十七年（1663年）明鄭與清荷聯軍歷經金廈海戰之後，明鄭勢力撤往臺灣，包括寧靖王在內的明朝宗室也在這時被護送到臺灣:255。寧靖王來臺之後繼續擔任「監軍」一職，並住進了府邸，而由於寧靖王號「一元子」，府邸又稱為「一元子園亭」:68。府邸坐東朝西，面向明朝故土。永曆卅七年（1683年）在施琅所率領的清軍攻下澎湖後，寧靖王決心殉國並捨宅:68。
而寧靖王府邸在捨宅之後，根據首任諸羅縣知縣季麒光〈募修天妃宮疏〉一文所寫「東寧天妃宮者，經始于寧靖王之舍宅，而觀成于吳總戎之鳩工也。」與乾隆年間的臺灣府知府蔣元樞〈重修臺郡天后宮圖說〉中「查郡城西定坊之天后宮，未入版圖以前即已建造，郡垣廟宇，此為最久」等句，可知在施琅入臺之前寧靖王府邸已經被改成「東寧天妃宮」:65、66。
而關於寧靖王的捨宅對象，據吳桭臣《閩遊偶記》所載，是康熙年間的天妃宮住持僧聖知，他自幼居臺，並與寧靖王交情深厚，故寧靖王殉國時布施其宅給他，改建為廟宇:67。廈門大學李祖基教授認為住持僧聖知在捨宅之前即擔任天妃宮廟的住持，也就是說作為今大天后宮前身的天妃宮廟在此前已存在:67。另外由於大天后宮的「奕葉相承」牌位上記載在「第七代示寂傳臨濟正宗三十六世重興本宮第一代開山授臺灣府僧綱司事」的勝脩恬大和尚之前尚有六代，以一代約10到15年的時間來估算，將天妃宮歷史往前推到明天啟或萬曆年間:67，但勝脩恬所師承的前六代僧侶是否當過天妃宮住持目前尚未有文獻佐證。而除了《閩遊偶記》的記載外，季麒光〈募修天妃宮疏〉則寫「住僧『寄漚』以臨濟橫支，發大弘願力……」，而大天后宮供奉寧靖王的牌位則書「本庵捨宅檀越明寧靖王全節貞忠朱諱術桂神位 住持僧『宗福』耆士楊陞莊咨等全仝」，蒲田媽祖文化研究中心副主任蔣維錟認為聖知、寄漚、宗福三個名字其實是指同一人。「聖知」者，《閩遊偶記》已指出是他的字，蔣維錟據此認為他是成年後才出家，可能是為了反抗薙髮令；「寄漚」者，蔣維錟認為是他的別號，推測「漚」是「鷗」的通假字，即「寄漚」乃「寄鷗」，指自身為寄居臺島之一鷗；「宗福」者，蔣維錟認為是他的法號（法名），且由於他應是自覺自度，所以季麒光才會寫他是「臨濟橫支」，而生前沒有師尊為他取法名的情況下人們便用他的字或號來稱呼他，「宗福」可能是他晚年自取或圓寂後弟子所上之法號。

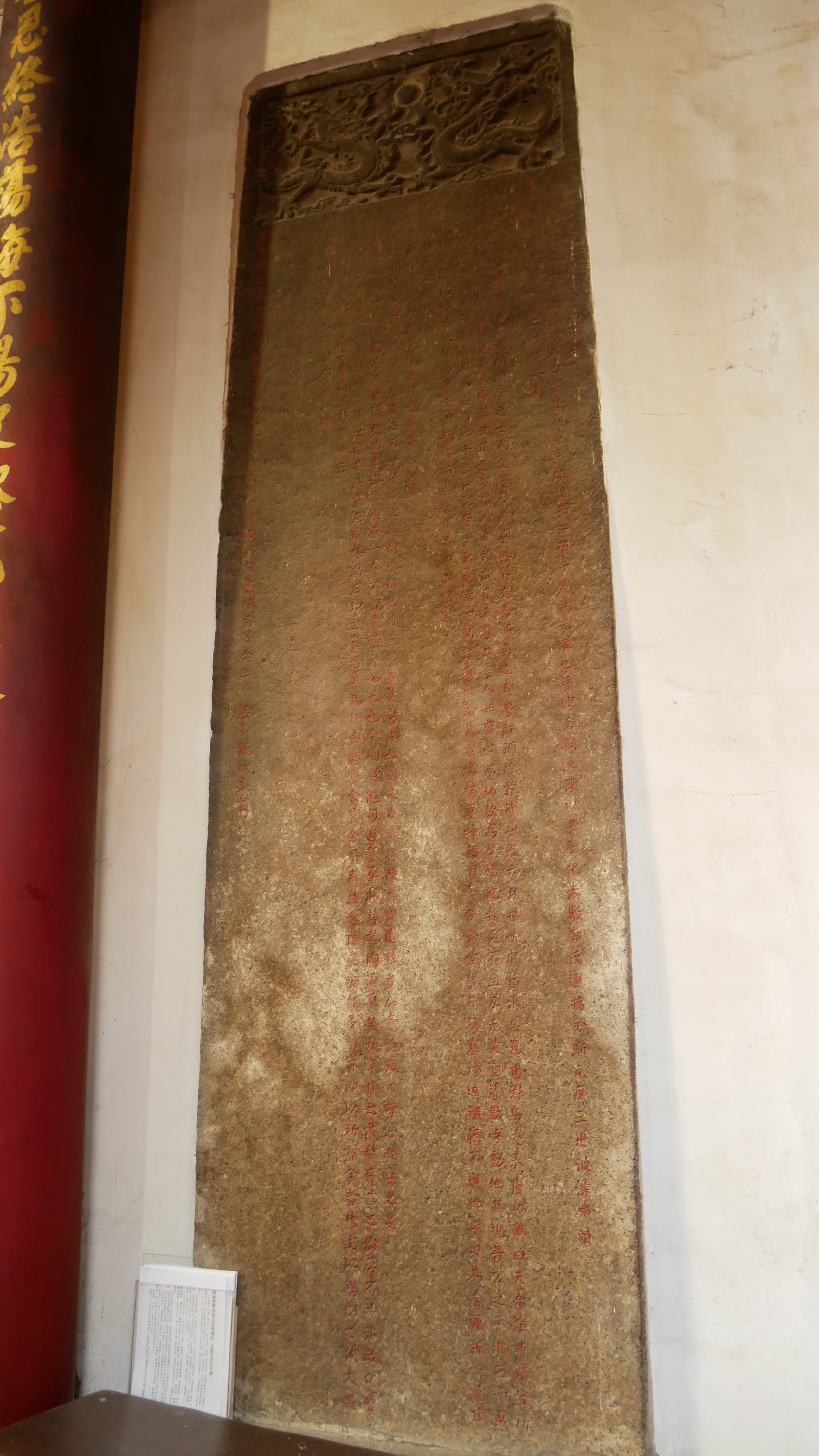
〈靖海將軍侯施公功德碑記〉

傳統方志多將寧靖王府改建天妃宮一事歸於施琅:64，且有說法認為施琅進佔臺灣後即占用寧靖王府以為居住，後來因避清帝猜忌才將之改建成天妃宮。舊有方志除《福建通志》（郝玉麟監修，謝道承編）記載「康熙二十二年靖海將軍侯疏請崇祀奉」外，《臺灣府志》等書多載為康熙廿三年（1683年），然而根據蔣維錟參照施琅〈舟師抵臺灣疏〉與江日昇《臺灣外記》的記載，施琅是在康熙二十二年八月十三日（1683年10月3日）從澎湖抵達鹿耳門，且當年十一月廿二日（1684年1月8日）便離開臺灣，期間忙著處理明鄭官員百姓薙髮內渡等善後事宜，應無暇處理天妃宮之修建。
而根據季麒光的說法，實際上負責天妃宮修建者是「吳總戎」，也就是隨施琅攻打臺灣的興化總兵吳英:65。在施琅離開臺灣後，吳英仍奉命留守，直到離臺並於康熙廿四年三月廿三日（1684年5月7日）向康熙帝陛辭為止，共留守約18個月（蔣維錟估算他是直接從臺灣入京，路程約耗時一個月），這段時間足以進行天妃廟的修建。蔣維錟更認為歷來方志將天妃宮改建之功歸於施琅可能是因為吳英改建東寧天妃宮可能是在施琅於康熙廿三年八月奏請加封天妃之時進行，遂主動將功勞轉給施琅；又或是因為東寧天妃宮是施琅接受鄭克塽投降之處，並在此立「平臺紀略碑」之故:66。

### 清代發展與嘉慶大火

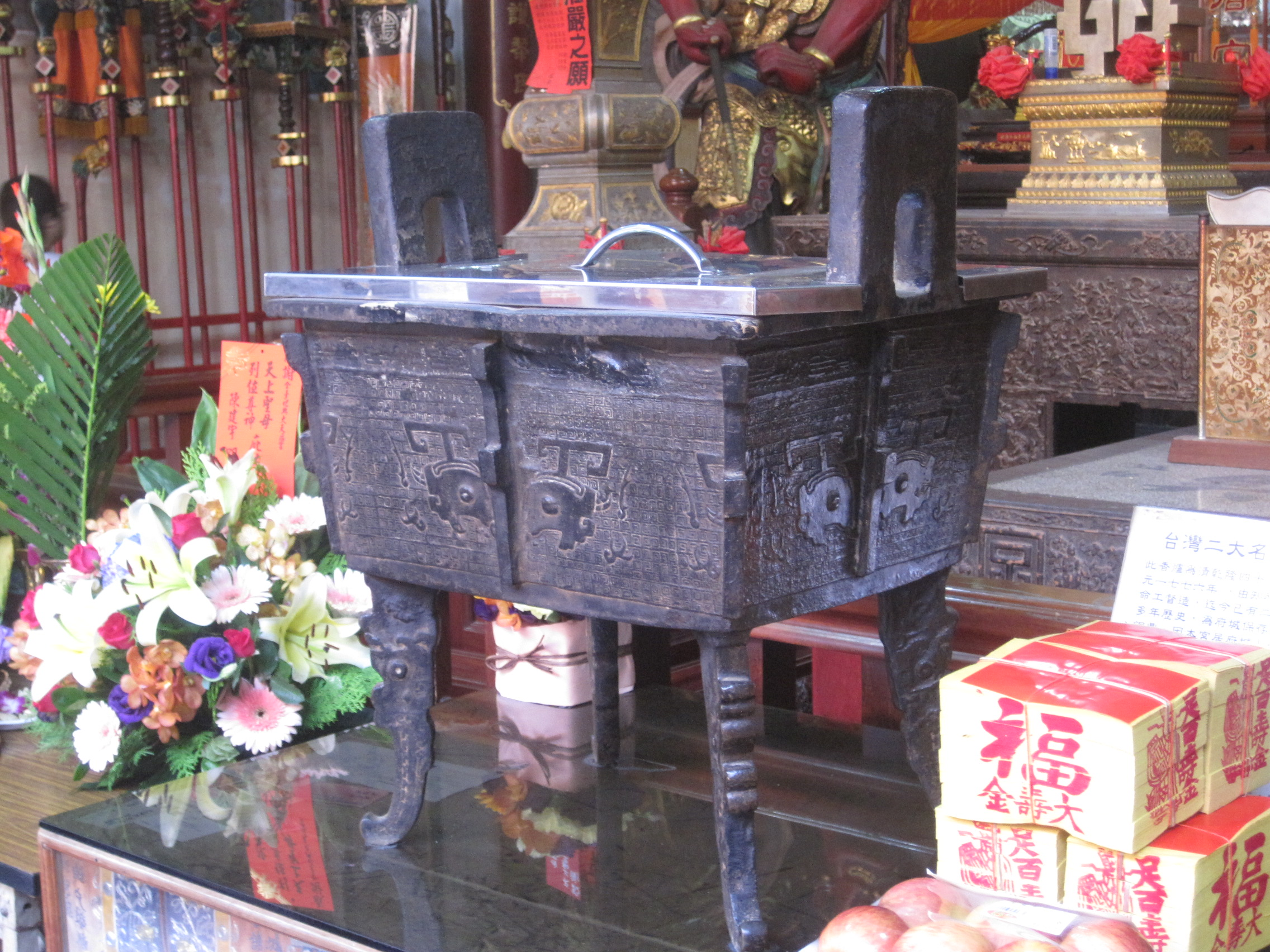
蔣公鼎，臺灣府知府蔣元樞所獻，他另有一鼎在臺南孔廟。

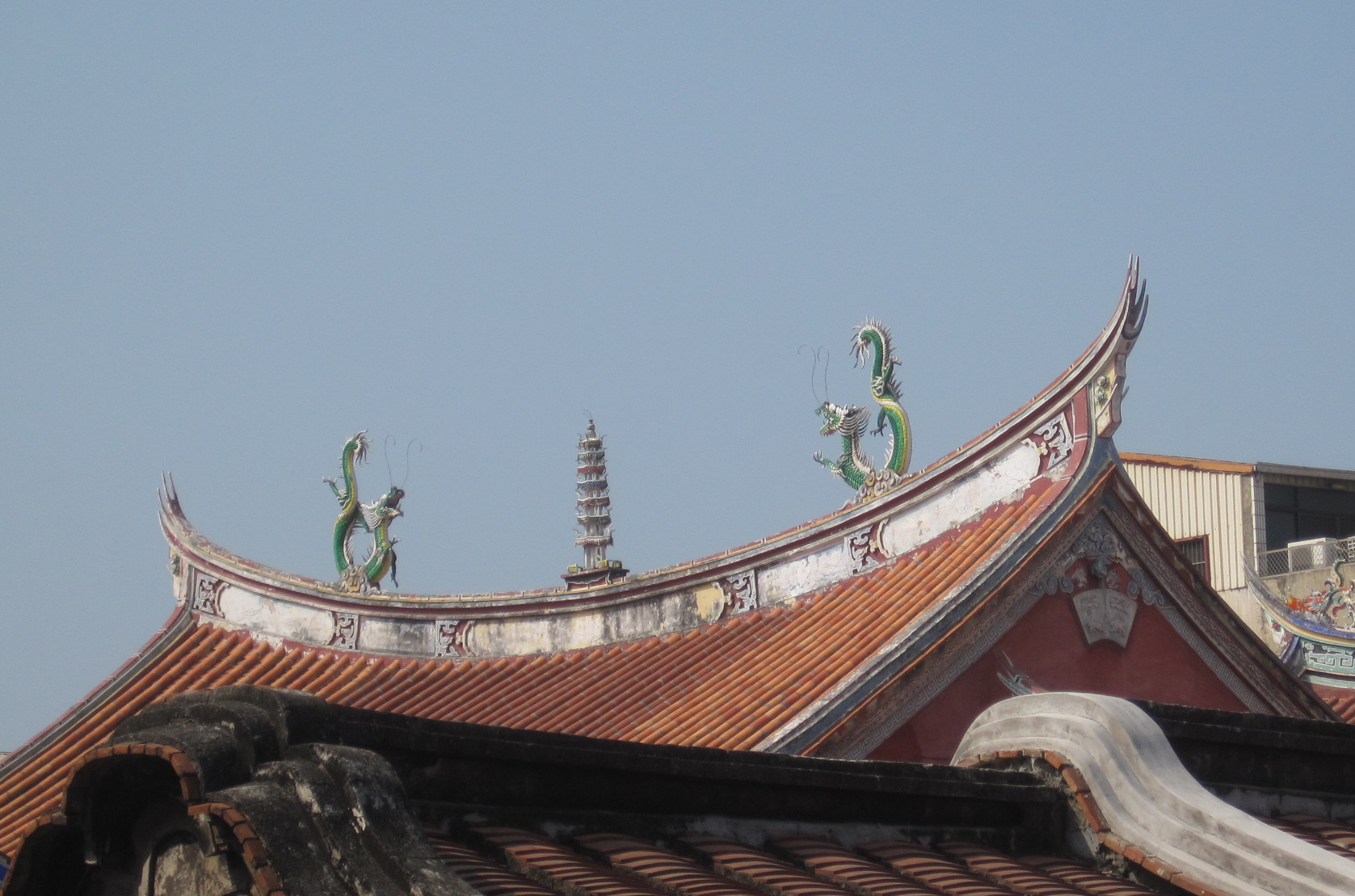
大天后宮正殿屋頂，屋頂為硬山式。

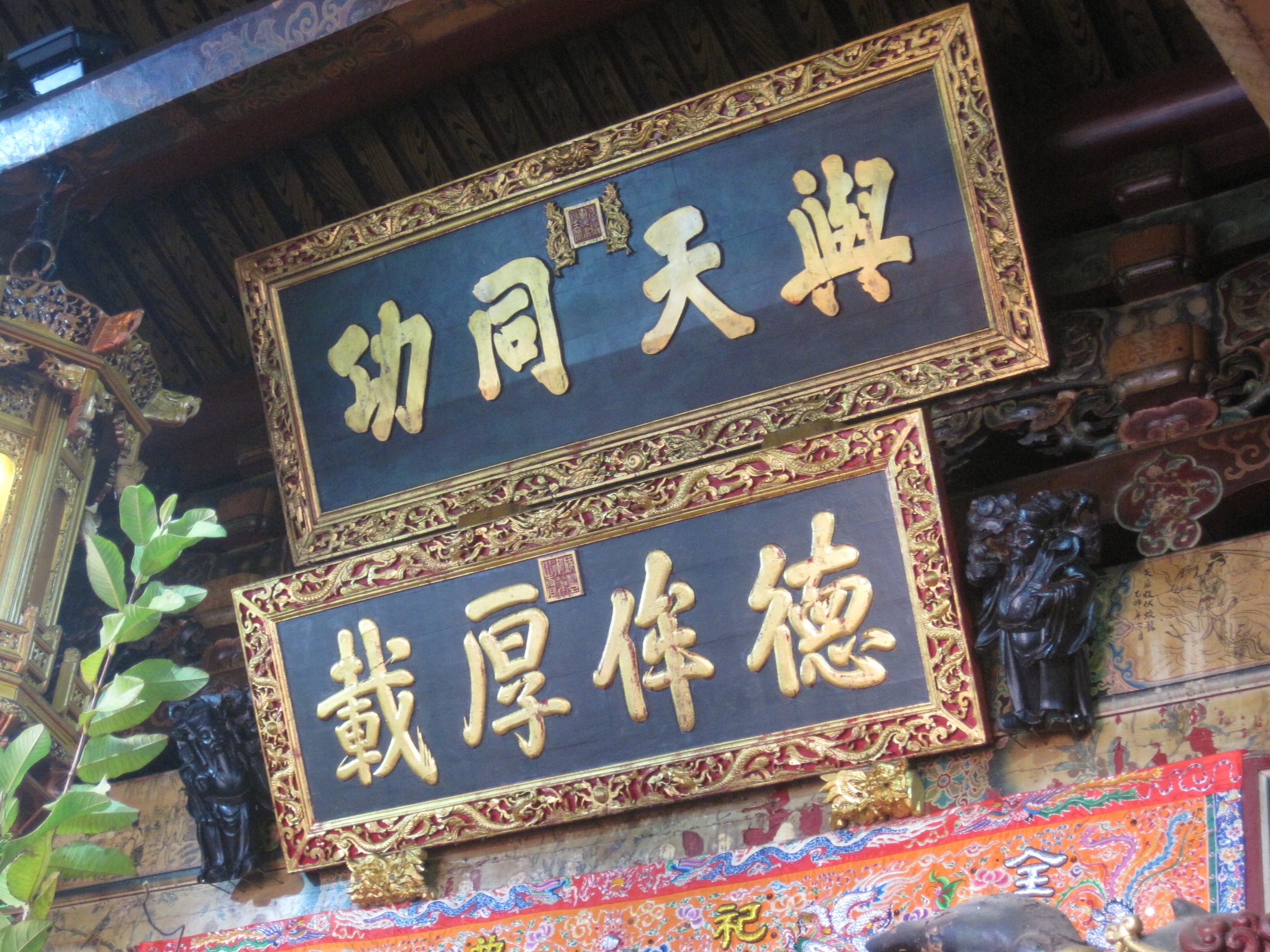
咸豐的「德侔厚載」和光緒的「與天同功」御匾

康熙二十三年（1683年），因施琅的奏請，康熙帝晉封天妃為天后，並要禮部派員來臺祭祀，天妃宮因而變為天后宮:68:68。康熙五十九年（1720年），翰林海寶、徐葆光出使琉球歸來，為感謝媽祖保佑而上奏，使得天后宮被納入春秋祀典，自此改稱「大天后宮」，民間又有俗稱為「大媽祖廟」:68:22。康熙六十年（1721年）發生朱一貴事件，有說法認為朱一貴攻陷臺灣府城後，由於大天后宮的特殊來歷，遂在此登基為「中興王」:68:69，但是學者毛紹周認為此為後人附會之說，並指出《重修福建臺灣府志》一書記載朱一貴是自稱「義王」，年號「永和」，以道署為王府:32。而為了鎮壓朱一貴的起義，清廷派身為水師提督施琅之子施世驃來臺，有說法認為是媽祖顯靈讓鹿耳門潮水上漲才讓大軍得以順利進入臺江內海並登岸:68:22。事後隨施世驃來臺的南澳鎮總兵藍廷珍為感謝媽祖保佑，於雍正元年（1723年）獻「神獻徵異」匾給大天后宮:69:23。此外巡臺御史禪濟布在次年，雍正二年（1724年）奏請雍正帝賜匾，後來湄洲祖廟與臺灣大天后宮均在雍正四年（1726年），獲得清廷頒賜「神昭海表」匾額，且自此凡是初到臺灣的文武官員照例都會到大天后宮行展謁禮:69:23。雍正年間爆發的大甲西社抗清事件結束後，大天后宮又在雍正十一年（1733年）獲頒「錫福安瀾」匾:23。
乾隆年間大天后宮屢有修建，乾隆二年（1737年），大天后宮被敕封為「護國庇民妙靈昭應宏仁普濟福祐群生天后廟」後，乾隆五年（1740年）鎮標遊擊石良臣增建後殿左右廳，並在右廳奉祀總鎮張玉麟:69:23。乾隆三十年（1765年）知府蔣允焄重修並增設官廳以讓致祭的文武官員有更衣之處，十年後（1775年）知府蔣元樞再次進行重修，九年後（1784年）知府孫景燧再次重修:69:23。之後在嘉慶元年（1796年），又由仕紳沈清澤、林有德、黃世綬等人與住持僧奕是如募捐整修:23:40。
然而在嘉慶廿三年三月十六日（1818年4月20日）寅時，大天后宮發生火災，受損嚴重:41。當時重修所需經費臺灣府官方難以負荷，遂委由府城三郊主持重建。此次重修並未大幅改變外觀結構，但據學者毛紹周的考據，蔣元樞時期大天后宮的正殿是在第二進的位置，可能在此次重修後將之移到第三進的位置:35、36。而據《臺灣采訪冊》記載，當時火災造成「中殿及後殿俱燼，神像、三代牌位蕩然無存，住持僧所蓄銀錢俱鎔化。惟大門一列尚存。」，並提到「凡火災燒至廟宇而止。此次專焚神像，殊甚詫異」:41。而對於此段記載，學者蔡相煇認為可能有暗指火苗是從僧房發出，且其原因可能是住持偷抽鴉片或生活不檢點之故:146；學者毛紹周則質疑蔡相煇的推論，認為大天后宮住持僧來自臨濟正宗法派，且官方挑選官廟住持僧應會謹慎檢視，而記載中所提到的銀錢可能是為了要整修大天后宮的經費，認為采訪錄只是單純記載事件經過與損失，何以可認為是要暗指失火地點與大天后宮住持僧品行有問題，此外並指出此次火災僅對廟宇本身有影響，信眾會將之理解為是媽祖神像與三代牌位燃身捨寺為民擋災，故采訪冊才會特別寫說「此次專焚神像，殊甚詫異」:42、43。而這次火災除了造成大天后宮重創外，蔡相煇認為由於此時大天后宮祀典無神像可拜，需要其他廟宇協助，此時北港朝天宮剛好新雕「三郊媽」，而府城三郊與北港三郊素有往來，可能因此請「三郊媽」南下府城，日後演變成府城迎（北港）媽祖的活動:149:319。
嘉慶大火後的重建，主要出資的是府城三郊為首的眾郊商，工程從嘉慶廿三年（1818年）募款後開始，直到道光十年（1830年）才完成重建:71:147。而從此次重建以及之後咸豐六年（1856年）完成的重修記錄來看，大天后宮已經從官府主導的狀態逐漸演變成由郊商掌管的狀態:71:44。
然而由於咸豐年間英法聯軍與之後簽訂的天津條約，臺灣各重要港口開港，洋商因而進駐設立據點，連帶影響臺灣各地傳統郊商的生意:44。府城三郊在受此衝擊的情況下，欲進行底下相關廟宇的重修便面臨了經費問題，但是大天后宮仍在同治四年（1865年）由三郊進行重修，四年後（1869年）鄭謙光等人再次募款重修:71:44。
不過由於郊商的力量在洋商勢力進駐等因素下仍逐漸衰退，開始出現有人伺機竊占廟產的情況，光緒年間的臺灣縣知縣沈受謙所立的「天后宮廟庭禁築草寮碑記」便是為了嚴禁民眾在大天后宮廟庭私築草寮佔地而發佈的告示:45。而在此碑豎立十年之後，臺灣就因為馬關條約而被割讓給日本，進入了日治時期:45。

### 曹洞宗的進駐與退出
臺灣被割讓之後，臺灣方面成立了臺灣民主國對抗來臺的日軍。此時大天后宮後進的一廂房，曾短期被充用成臺灣民主國的總統府，1895年6月至10月，民主國第二任總統劉永福曾於此辦公:73:111。
而在臺灣民主國徹底瓦解，日軍宣告「平定全臺」後，日本佛教開始來臺布教，當時臺灣各地許多寺廟為了在那動盪不安的時期自保，遂與之簽下總寺分寺契約:45:71。而大天后宮方面雖然在清朝歷來皆由臨濟宗僧侶擔任住持僧，但那時並無日本禪門臨濟宗僧人到臺南傳教，最後大天后宮住持林普華在日本曹洞宗布教師若生國榮、芳川雄悟到臺南後不久，選擇投靠曹洞宗保護:45、46:71。之後芳川雄悟便將布教所設在大天后宮裡面，展開對臺南地區的傳教工作，後來在明治卅一年（1898年），大天后宮總代表吳盤石、唐克紹與曹洞宗布教師陸鉞巖以媽祖宮稱號甚多且分歧，導致郵件公文傳遞與信眾參訪等方面上多有不便的理由向官方提出將大天后宮改名為「臺南寺」的申請:72。不過此一申請在經過臺南縣知事轉送給臺灣總督府之後，總督府方面認為隨意更改設寺廟宇名稱，恐怕會傷害信徒信仰情感，而予以否決:72。但在日本曹洞宗僧侶取代臨濟宗僧侶主持廟務後，大天后宮的香火已經受到了影響:72。
而在提出改名申請的同一年，臺灣總督府發布命令禁止臺灣寺廟成為日本佛教的分寺，廢止了先前日本佛教團體與臺灣各廟簽下的契約，曹洞宗僧侶遂退出了大天后宮，改由自原本府城三郊改組而成的「三郊組合」來接掌廟務:72:46。

### 日治中期的重興與糖郊媽事件

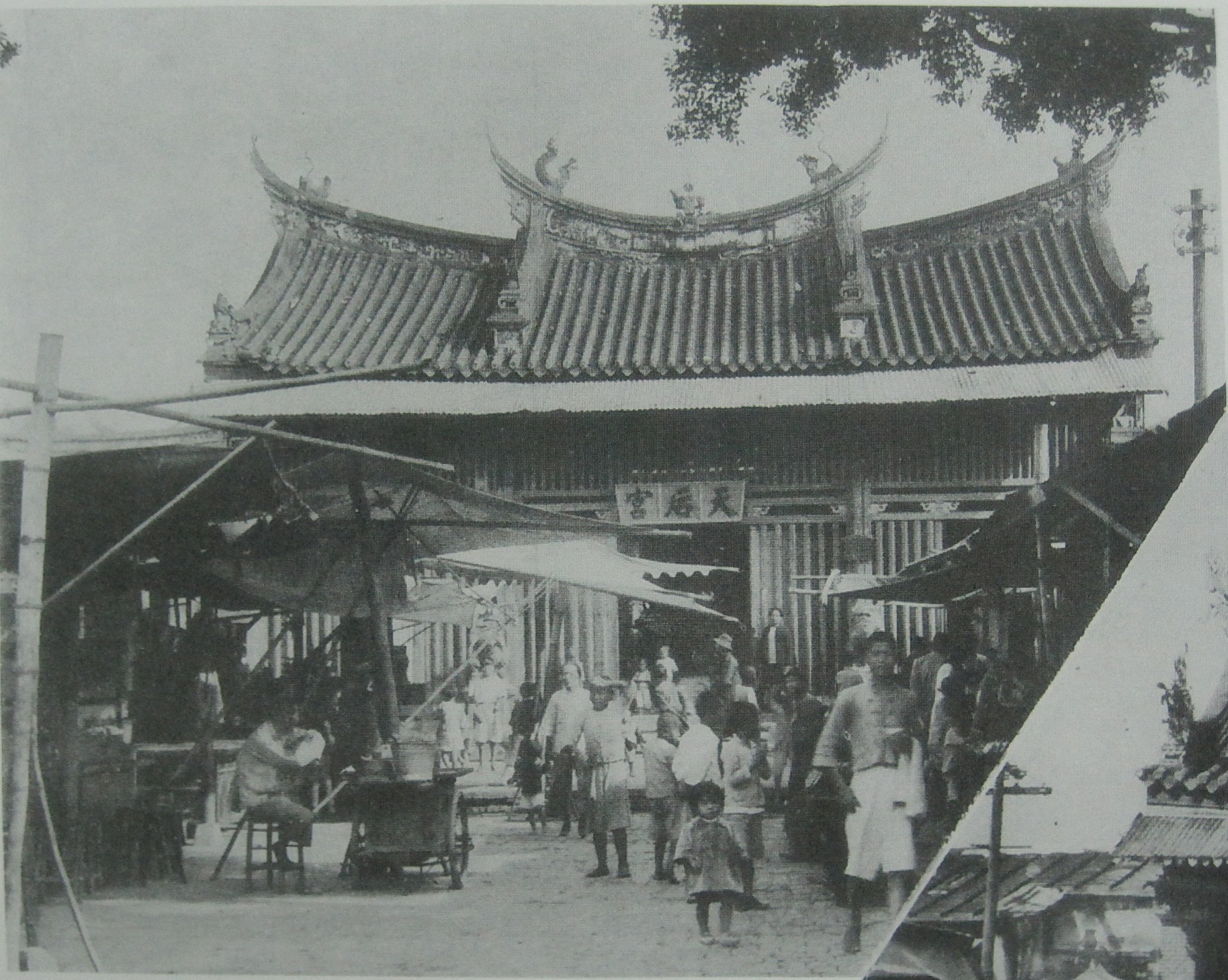
日治時期（1933年前）的大天后宮；可以注意到三川門的屋頂形式與現在不同。

由清代府城三郊改組而成的「三郊組合」接管廟務後，明治四十年（1907年）恢復舉辦府城迎媽祖的活動:319，大天后宮的香火也逐漸復興起來:72。然而在八年之後（1915年）發生了「糖郊媽事件」，導致北港媽不再南下，改由大天后宮新塑的「鎮南媽」在府城遶境:75。
糖郊媽事件的經過據當時《臺灣日日新報》的報導，當時因為景氣不佳，臺南商紳遂打算請北港媽南下，由擔任朝天宮董事的臺南布商石學文與朝天宮董事曾席珍、蔡然標等人交涉:320:150。而對此次迎媽祖的活動，大天后宮方面打算要與國姓爺一起遶境，不過在規劃中卻將抬媽祖神轎一事改由大天后宮去年（1914年）成立的「致和堂轎班會」負責，不依舊例由藥王廟街的轎班負責，而引發藥王廟街不滿:320:150。有一藥王廟街居民王福田遂寫信，拜託北港的一位刑事警察向北港支廳長報告，說若讓北港媽南下會造成當地商業活動三萬圓的損失，此說亦得部分北港商人贊同；石學文北上要迎請北港三媽時，朝天宮方面便表示北港支廳長不允許:321:150。石學文遂趕忙通知臺南商紳，臺南商紳得知後便請臺南廳長與北港支廳長交涉，最後改由糖郊媽南下:321:150。
最初石學文不敢向他人提及此事，直到5月12日晚上，大天后宮發爐，眾人扶乩之後得到三媽神諭，三媽打算長住臺南，可塑神像供奉，石學文才說出請來的並非北港三媽而是糖郊媽，引起臺南商紳不滿:151:321。事後臺南商紳委託粧佛業老字號西佛國雕塑「北港三媽」神像，即為現在大天后宮的「鎮南媽」，於該年6月28日（五月十六日）開光後，於7月4日（五月廿二日）舉行安座大典:153:321。至於北港的糖郊媽則留在大天后宮，昭和七年（1932年）雙方原本有意恢復交誼並歸還糖郊媽，但因故不了了之，二次大戰後才於民國45年（1956年）歸還:153:321、322。
而在糖郊媽事件之後，「府城迎媽祖」變成指大天后宮鎮南媽的遶境，而在這之前大天后宮本身的媽祖並未外出遶境，只有舉辦春秋祀典:75。日治中期府城迎媽祖的盛況，可見於《臺灣日日新報》等報紙的報導之中，其中規模最大的一次是大正十五年（1926年）配合臺南運河開通典禮而進行的媽祖遶境:77。當時除了動員全臺南市的廟宇與工商團體之外，各町派出所也共襄盛舉，而由於「迎媽祖」的聲勢過大，壓過了運河的開通典禮，甚至有「臺南媽祖開運河」的俗諺出現:77。然而到了昭和十二年（1937年）舉行府城迎媽祖後，由於同年盧溝橋事件的爆發，為防止民眾藉此活動凝聚民族意識，迎媽祖的活動遂遭到禁止，該年的活動成了日治時期最後一次:77。

### 三郊解散與標售危機
昭和十二年（1937年）中日戰爭爆發前後，臺灣總督府停止先前依照《大日本帝國憲法》第二十八條「日本臣民，在不妨害安寧秩序及不違背臣民義務之範圍內，有信教之自由」理念而給予臺灣傳統宗教的「尊崇保護」，全臺各地進行「寺廟整理運動」:47，大天后宮的「府城迎媽祖」也在此一時期被迫停辦:77。由於「寺廟整理運動」是各地方政府各自為政，各地的施行程度不一:47，而由於該活動在執行層面過於偏激跟草率，臺灣總督府在昭和十四年（1939年）重新申明目的與反對部分地方政府的「全廢」目標，兩年後（1941年）更下令停止寺廟整理運動，並請專家進行舊慣信仰改善與寺廟整理成果等的調查:49。而在臺南州方面，據臺北帝國大學土俗人種學講師宮本延人的調查，有194座廟宇被毀，419座被移作他用，為全臺各州廳中最慘烈的地區:31。

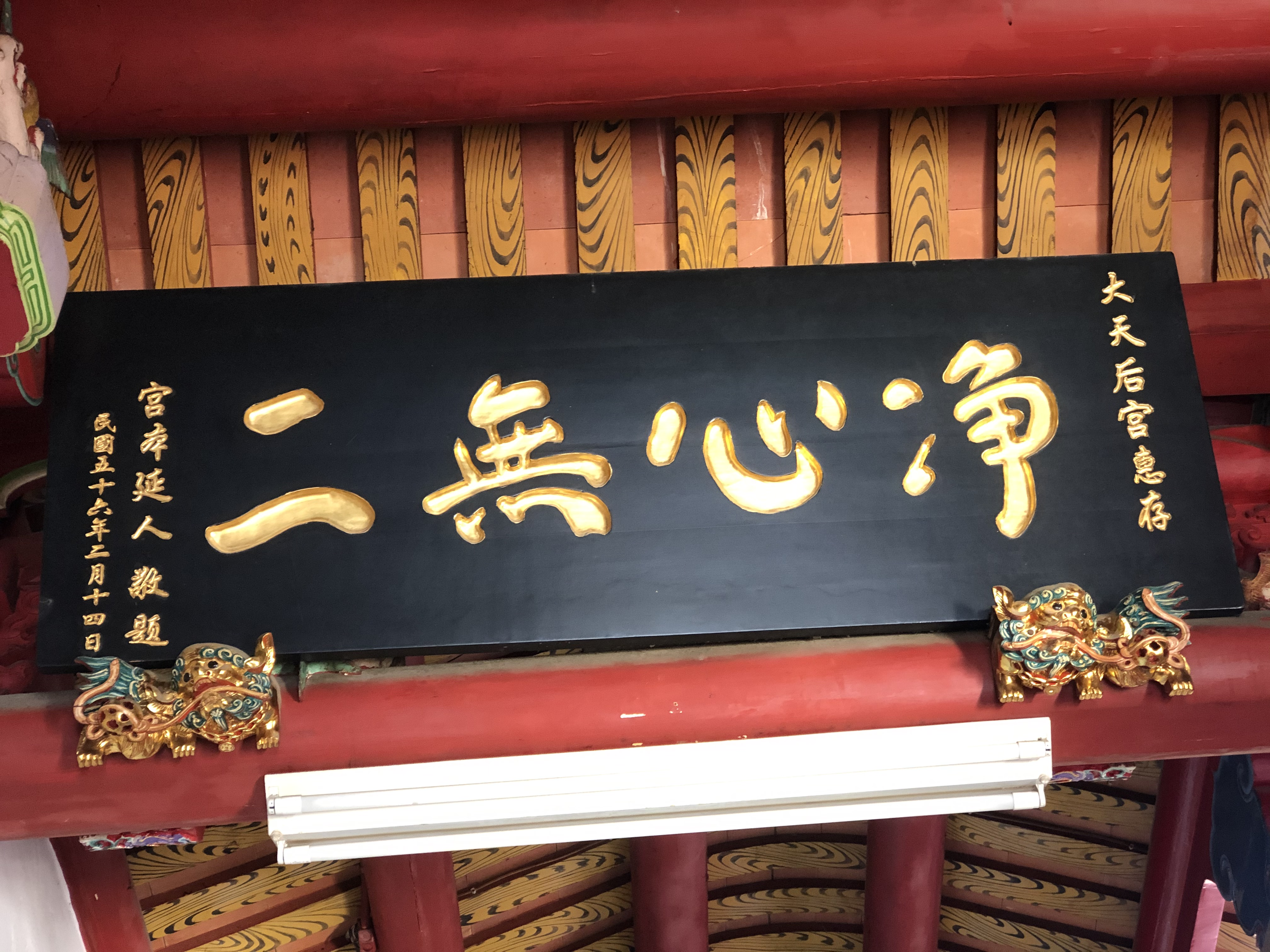
1967年，宮本延人重遊臺南。2月14日贈臺南大天后宮「凈心無二」匾

而在同一時期，掌管大天后宮的三郊組合因為內部的派系衝突等問題，終於在昭和十五年（1940年）12月25日的協議後召開臨時總會，而三郊組合臨時總會決議將三郊產業，移交給臺南州廳:84。時任臺南州知事一番瀨佳雄將三郊產業移交給「臺南商工會議所」（今臺南市商業會前身）:72。商工會取得三郊產業後，決定標售包括大天后宮在內的多筆產業，當時身任臺灣總督府文教局調查官的宮本延人恰好到臺南調查，於參訪大天后宮時遇到石暘睢告知大天后宮面臨標售拆除的危機:72:15。宮本延人得知後介入此一標售案，最後得以保全大天后宮:72:15。

### 戰後發展

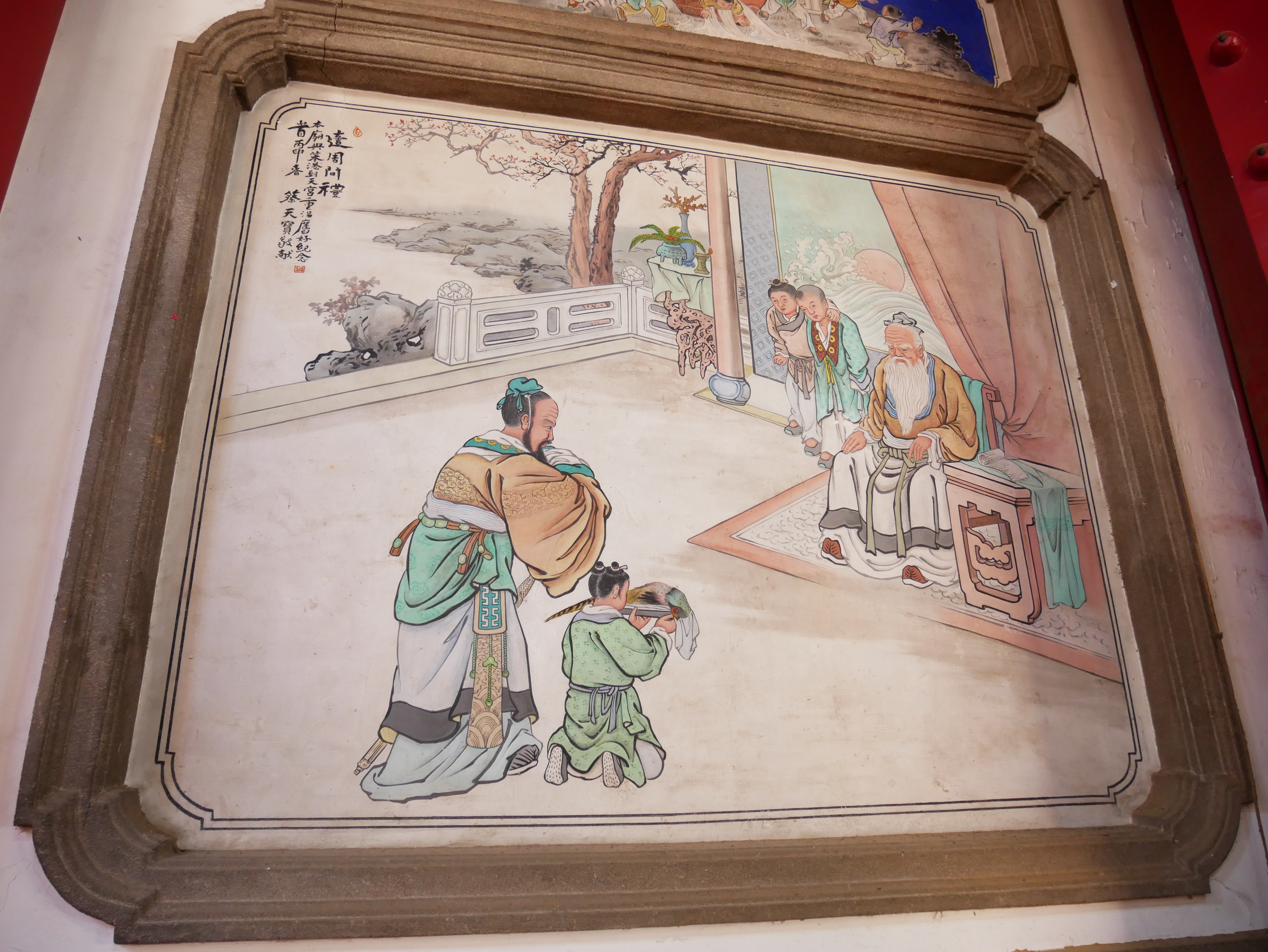
三川殿陳玉峰所繪「適周問禮」壁畫（1956年），上書「本廟與笨港朝天宮重溫舊好紀念」。

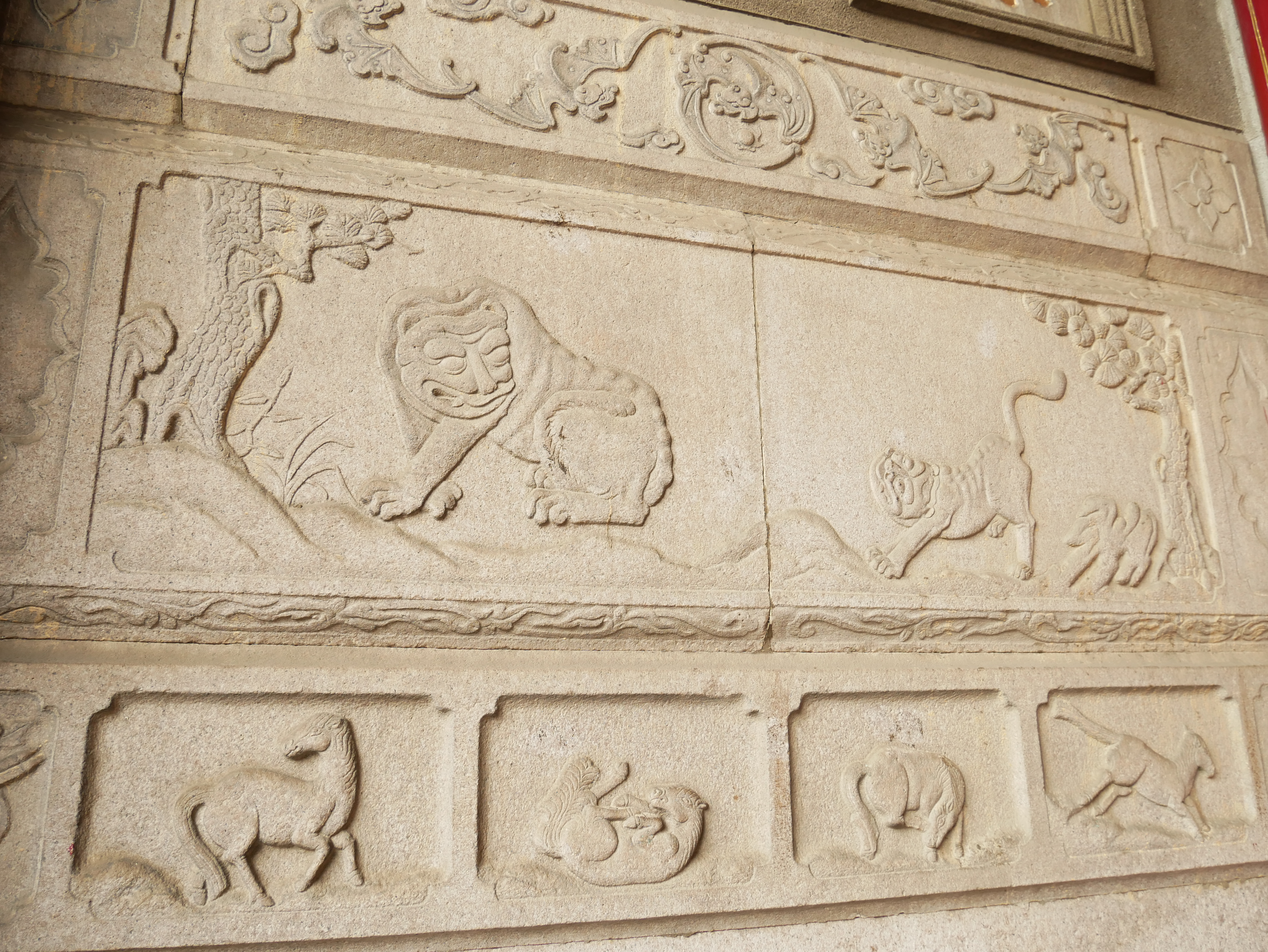
三川殿虎邊浮雕

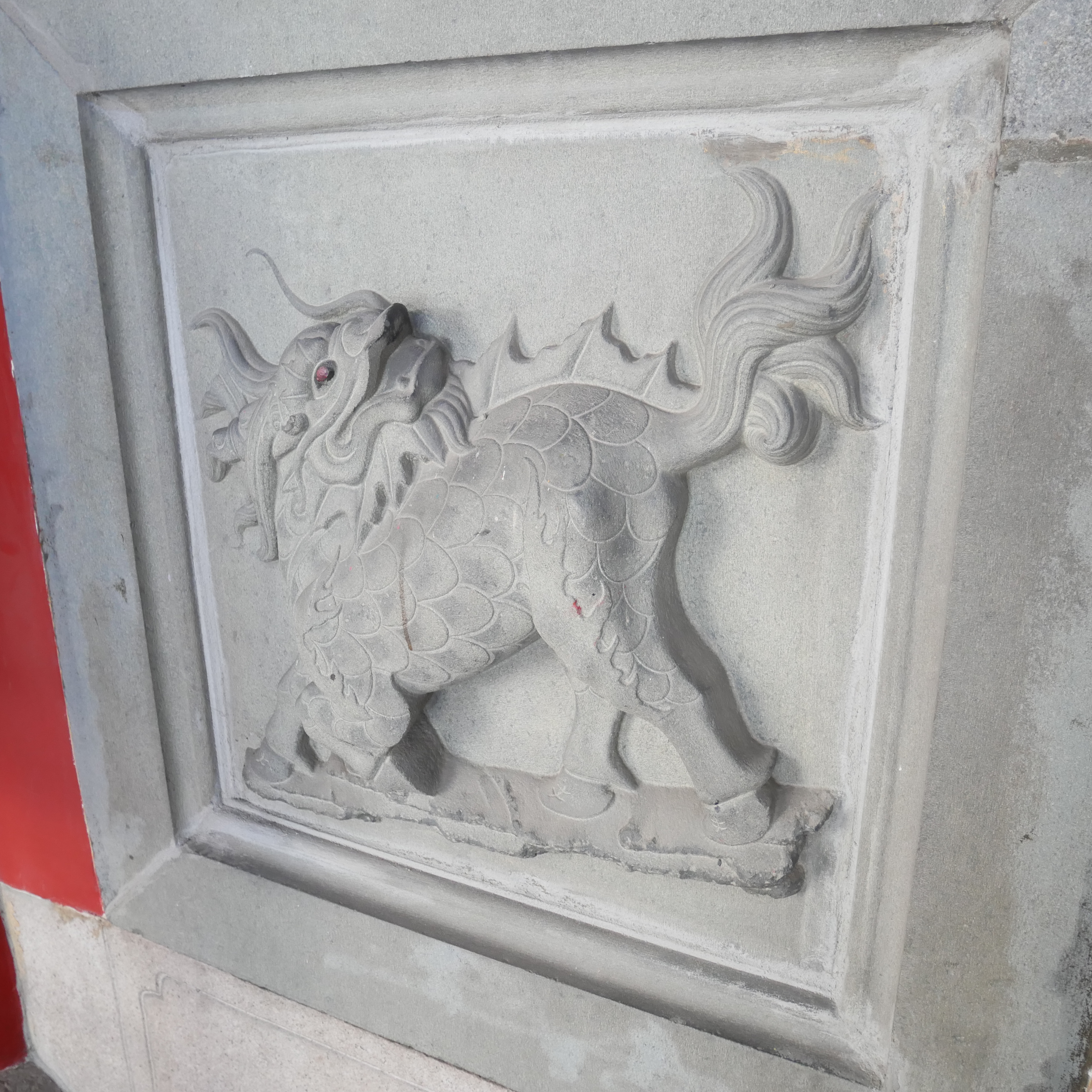
三川殿麒麟堵

二次大戰後，海峽兩岸恢復往來，大天后宮在民國三十六年（1947年）便組團前往湄洲天后宮進香，並重新舉辦迎媽祖活動:113:73。但是由於當時的政治環境與國民政府不鼓勵迷信拜拜、厲行節約等政策，府城迎媽祖並未每年舉行，而是偶爾會利用像「恭祝蔣總統就職」、聲援「西藏反共」等事件作理由來舉辦遶境:77。
民國四十四年（1955年）北港朝天宮董事長王吟貴與大天后宮重新接觸，欲重修舊好，次年（1956年）2月26日（正月十五）將北港的糖郊媽送回朝天宮，並打算在該年農曆三月十七日再次讓北港媽南下府城:322。並邀請與兩廟都有關係的匠師陳玉峰繪圖記此美事。:104-137然而在準備期間卻傳出北港方面要讓六媽南巡駐駕，臺南與北港方面為了此次活動要稱為「進香」還是「南巡」起了衝突，臺南延平詩社楊乃胡因此事撰對聯貼於大天后宮，諷刺地說「天則在先，擅改進香為駐駕；后來居上，竟忘謁祖作行宮」，最後雙方再次斷交:322。
而在二次大戰後，大天后宮本身也歷經多次重建，其中較主要改建者包括民國四十八、四十九年（1959、1960年）將三川門由單簷改成假四垂屋頂，以及民國六十年（1971年）將官廳改為三寶殿:50:114、115。學者毛紹周表示民國七十二年（1983年）內政部第一次公告臺閩地區古蹟評鑑時，大天后宮因為現況已遭破壞且改易過大未獲評為第一級古蹟，後來因為石萬壽等委員爭取下，才在民國七十四年（1985年）8月19日公告為臺閩地區第一級古蹟:51。
而在民國七十六年（1987年），北港朝天宮舉行環島祈安活動，再次與大天后宮接觸並恢復交誼:115，而後在民國八十二年（1993年）2月臺南市舉辦中華民藝華會，大天后宮並舉行「迎媽祖」活動，並邀請北港三媽南下「會香巡歷」，之後朝天宮方面在民國八十九年（2000年）、九十三年（2004年）受邀以「會香」名義南下:322:116。
而在民國九十三年（2004年）6月11日凌晨五點，廟方人員開廟門時發現正殿的大媽金身從胸部以上裂開並斷落地面，頭部、雙手裂成兩截，臉龐稍損，幸大致結構仍完整，而崩壞原因是神像內部木材支柱腐朽:117。同年11月17日，經臺南市文化局評選過的三組匠師以擲筊方式來決定由誰負責修護，最後由臺南匠師杜牧河獲選，而除了他之外，為了修護神像，負責設計監造的臺南藝術大學教授張元鳳還請來日本佛像專家森純一、長澤市郎協助。修復規劃經過內政部審查後，於次年（2005年）1月27日開始動工。修復期間在神像中發現三件清代石牌，記載神像是由三郊蘇萬利、金永順、李勝興與監生陳英疆重興，泉郡晉水陳成居恭造，並在道光二年十一月十六日（1822年12月28日）吉時開光:117。7月14日舉辦寶像升額大典，媽祖頭部重新與金身接上，而由於祀典臺南大天后宮誌記載媽祖神像原為金面，後被香火燻黑，故廟方有意恢復媽祖原貌。而後雖歷經爭議，但恢復成金面媽祖。神像修復完成後，於民國九十五年（2006年）2月17日舉行重光陞座典禮，由時任總統陳水扁主持，擔任正獻官。同年（2006年），大天后宮分靈到日本橫濱媽祖廟，規格仿鎮殿金面媽祖。
民國百年（2011年）時，大天后宮舉辦多場活動，包括原臺南縣市合併後的第一次「府城迎媽祖」，將原有遶境規模擴張到原臺南縣，另外還有北港媽南下「大天后宮會香·南都巡歷」，雙方預定往後三年一科:120:322。供奉大天后宮檀越主寧靖王朱術桂為主神的竹滬華山殿也舉辦活動，送寧靖王神像造訪五妃廟、鄭成功祖廟與祀典武廟，最後在大天后宮舉行三獻禮。

## 住持僧侶
大天后宮在清朝時期，一直由臨濟宗僧侶擔任住持僧，直到日治初期日本曹洞宗僧團進駐為止:6。而在臺灣總督府制止臺灣寺廟成為日本佛寺之分寺後，曹洞宗僧侶退出大天后宮，但原本的臨濟宗僧侶也沒有回到大天后宮:24。
明寧靖王捨宅之後，接掌天妃宮者為宗福聖知，為大天后宮的首任住持:23。宗福聖知和尚在入清後依然擔任天妃宮住持僧，後來才由「際恬勝脩」和尚接任，至於何時交接則不明，學者毛紹周懷疑可能是在朱一貴事件後，「際恬勝脩」和尚才進駐大天后宮並擔任臺灣府僧綱:32。而根據大天后宮奕葉相承牌位中記載，臺南大天后宮第一代開山師父「際恬勝脩」師承自「明標良準」禪師:13。明標良準禪師為黃蘗宗萬福禪寺第十四代住持，法脈可上溯至密雲圓悟禪師:13。
嘉慶大火發生後，《臺灣采訪冊》提到住持僧所蓄銀錢皆鎔燬，毛紹周推論此後由於住持僧無力再出資重修大天后宮，府城三郊成為主要的出資者，可能也從住持僧手中取得了廟務的主導權:17。

## 祀神

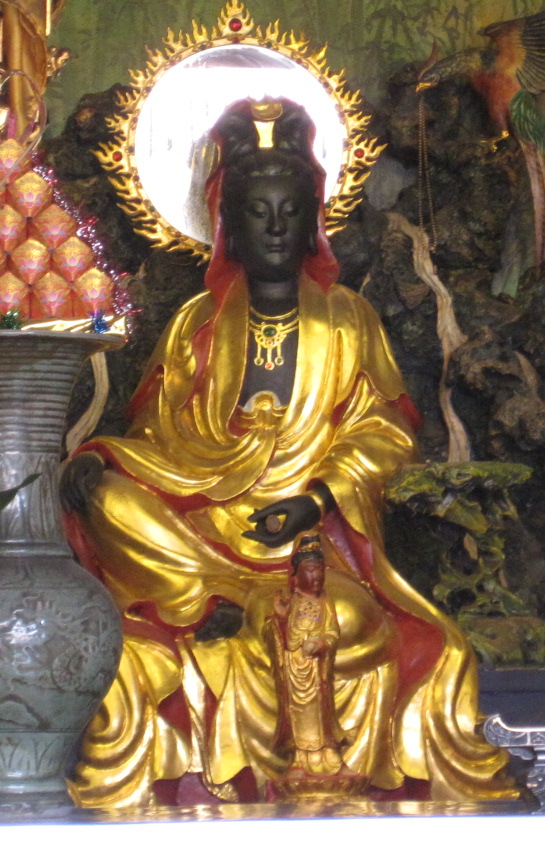
觀音像

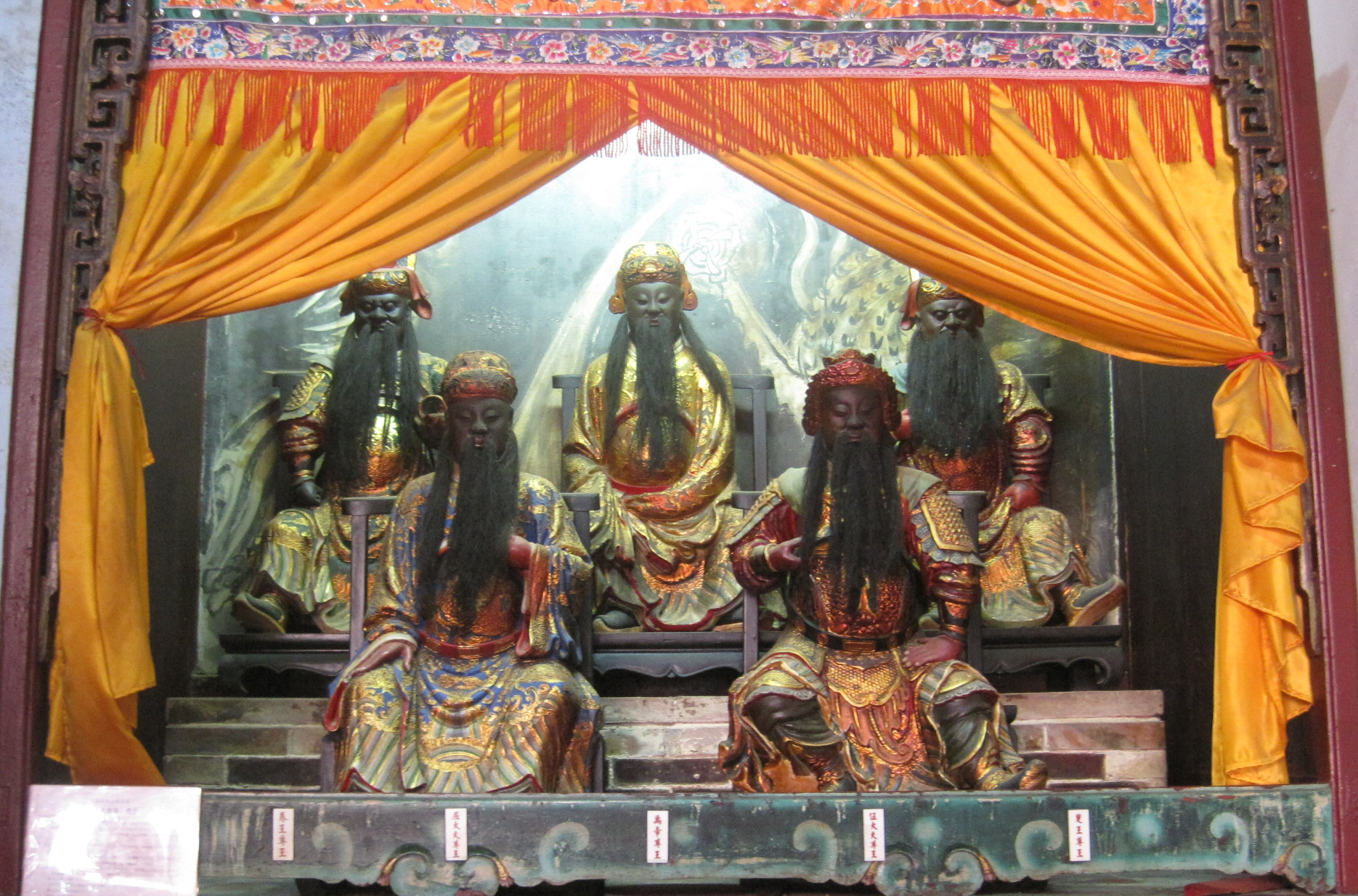
水仙尊王神像

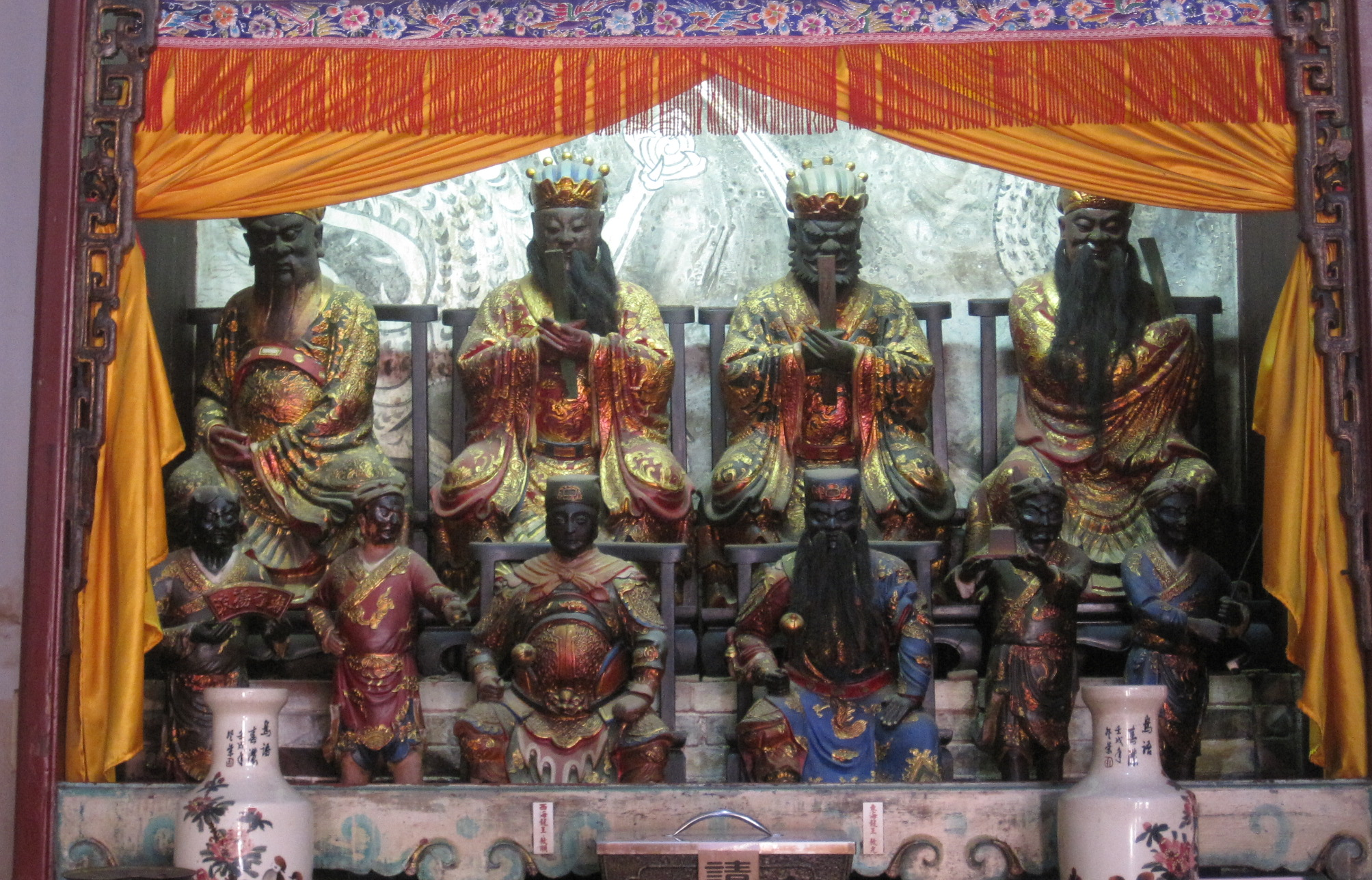
四海龍王神像

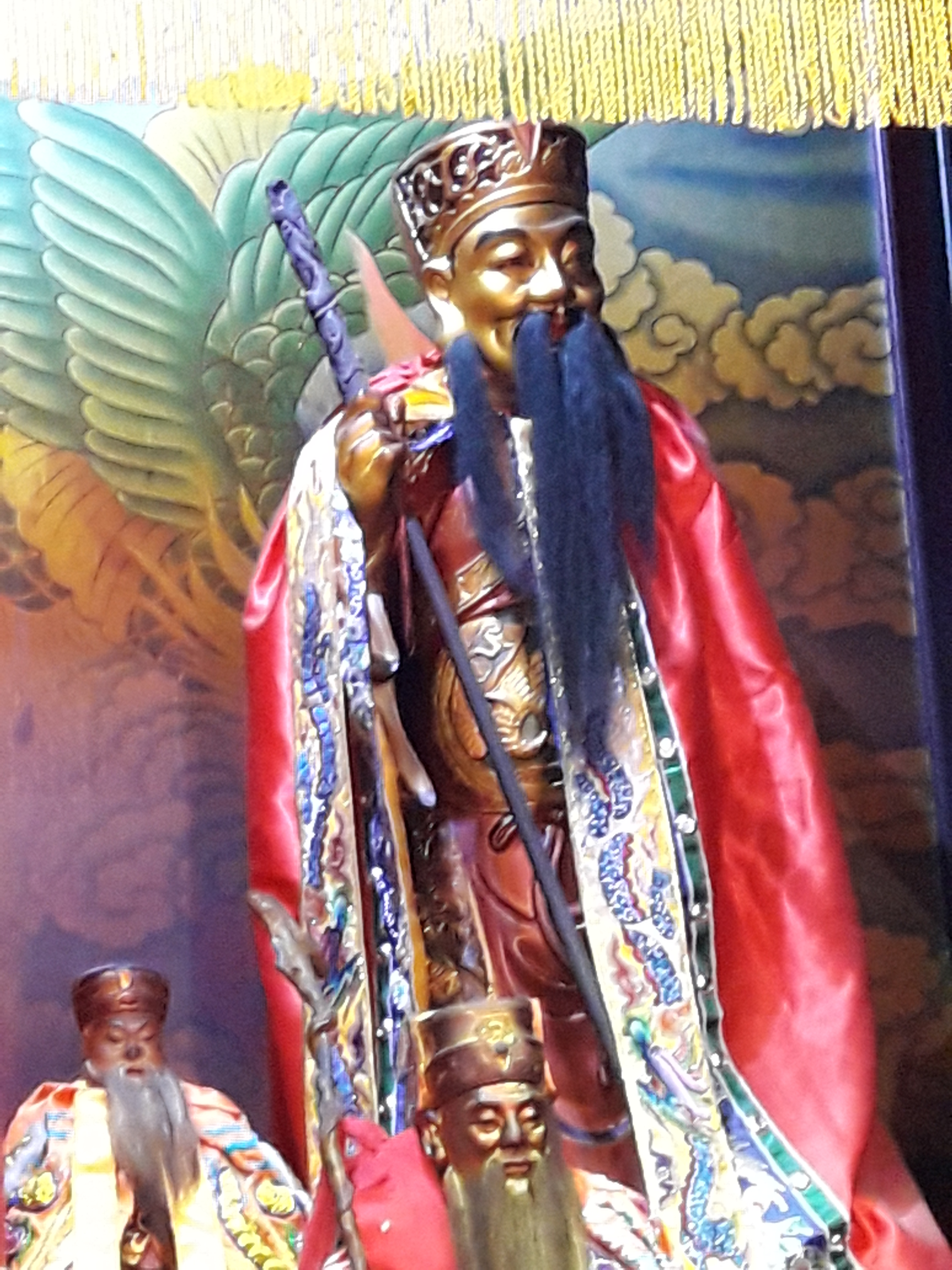
月下老人

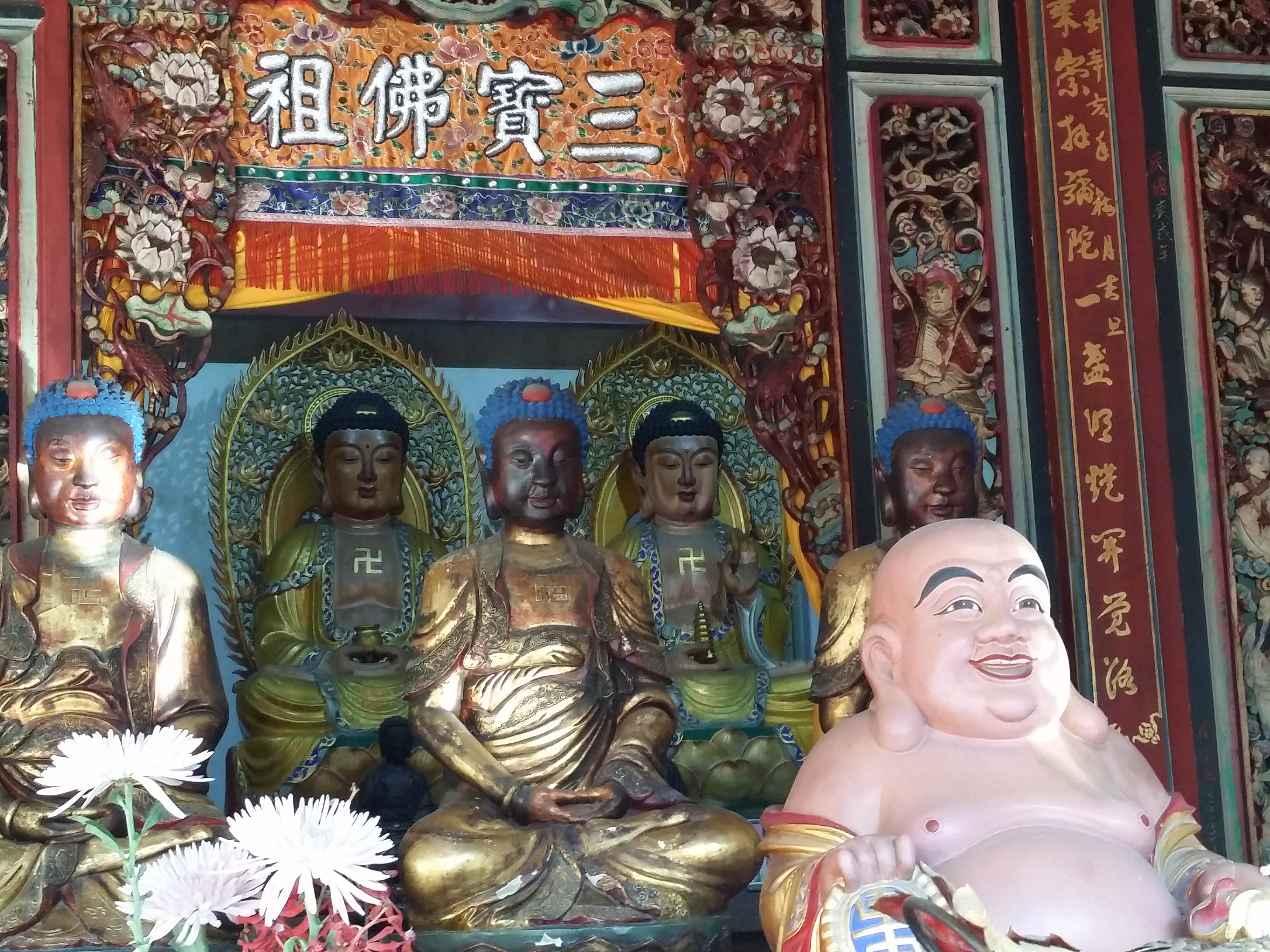
三寶佛祖

| 供奉位置 | 供奉位置   | 供奉神祇                                                 | 備註 |
| -------- | ---------- | -------------------------------------------------------- | --- |
| 正殿     | 正中       | 天上聖母（媽祖），從祀千里眼、順風耳                     | |
| 正殿     | 左龕       | 水仙尊王                                                 | 據說原是臺南水仙宮的鎮殿神像，日治末期水仙宮正、後兩殿遭到拆毀時，鎮殿神像被移往大天后宮寄祀:73、74:95。                           |
| 正殿     | 右龕       | 四海龍王                                                 | 據說是在咸豐丙辰年（1856年）已存在，廟方的四海龍王爐上有標明年號，而非在1879年建的赤崁樓海神廟:95和在1895年拆毀的龍王廟之神像:75。 |
| 後殿     | 聖父母廳   | 媽祖之父母兄姐。另有寧靖王之牌位與成城、蔣元樞之長生祿位 | |
| 後殿     | 註生娘娘祠 | 註生娘娘、從祀臨水夫人                                   | |
| 後殿     | 月老祠     | 月下老人、福德正神                                       | 府城四大月老之一 |
| 後殿     | 拜亭       | 三官大帝                                                 | |
| 佛祖殿   | 佛祖殿     | 三寶佛                                                   | |
| 觀音殿   | 觀音殿     | 觀世音菩薩                                               | 為臺灣府知府蔣元樞所獻的三大觀音之一:98。                                                                                          |

## 建築與文物
大天后宮的主軸線上，依序是三川門、拜殿、正殿與後殿，是面寬三開間的四殿兩廊式配置:84、85。右側建物的軸線上，依序是門廳、三寶殿與觀音殿:84、85。
而在建築本身之外，大天后宮內部也有許多的文物，像是清朝皇帝的御匾，例如：康熙帝御賜「輝煌海噬」匾，雍正帝御賜「神昭海表」匾，乾隆帝御賜「佑濟昭靈」匾，嘉慶帝御賜「海國安瀾」匾等等。:95、蔣元樞所獻之「蔣公鼎」:96、與施琅的「平臺紀略碑記」碑。

## 其他
臺南祀典武廟與大天后宮同為明寧靖王府建築群的一部分，兩廟內部本來可以互相往來，清嘉慶、道光年間的臺灣縣學教諭鄭兼才即在其著作中寫說因為武廟附近街道緊鄰鬧市，故隨官員至武廟內參拜完後從廟中走到天后宮，在天后宮前的廟埕上轎離去，但兩邊互通的通道現已被封住:159。又大天后宮在清康熙年間原被劃分為「鎮北坊」，自康熙五十九年（1720年）的《臺灣縣志》記載開始被改劃為「西定坊」:160。

## 外部連結
- 祀典大天后宮 （页面存档备份，存于）